# Superlópez (curtmetratge)
Superlópez contra el robot de bolsillo és un curtmetratge d'animació espanyol de 2003 dirigit per Enrique Gato. Està basat en les historietes de Super Llopis, ja que el director és fan del personatge i va decidir fer-li un homenatge amb aquest curt de tot just tres minuts. S'havia intentat abans la realització d'un llargmetratge d'animació basat en el mateix personatge, que mai va arribar a produir-se, on Gat anava a treballar com a animador. El curtmetratge narra el enfrontament entre Super Llopis i un robot; va ser ben rebut tant per l'autor de l'obra com pel públic.

## Argument
El pròleg comença amb un àlbum i els personatges no parlen, sinó que realitzen comentaris mitjançant globus, fent que la seva estètica recordi a la d'un còmic, en comptes d'una pel·lícula d'animació.
La seva trama indica que Super Llopis està sobrevolant la ciutat entorn de les dotze del matí, però en l'aterratge falla, i pensa quant trigarà a aprendre a frenar. Es dirigeix cap a la cabina de telèfon per a canviar-se el vestit, però cau un objecte esfèric del cel, el qual recull i es converteix en un robot gegant. Super Llopis s'enfronta a ell però el robot l'ataca, ell intenta retornar-li el cop però en rep diversos més, fins que a la fi aconsegueix controlar-lo i llançar-lo per l'aire d'una puntada, destruint un edifici en el trajecte. Tot i adonar-se del seu error, Super Llopis es diu que una altra vegada ha salvat a la ciutat.

## Personatges
Super Llopis és un superheroi nascut en el planeta Xitó (Chitón a l'original en castellà), amb el nom d'Alertambell (Jo-Con-Él a l'original), que va arribar a la Terra mitjançant una nau, sent encara un nadó. Després de l'aterratge és adoptat sota el nom de Joan Llopis (Juan López) per una parella d'ancians, residents a Catalunya. Té nombrosos superpoders com superforça, vol, supervelocitat, visió de raigs X, supervista, superoïda i superbufera els quals augmenten com més enfadat està.
El modelatge de Super Llopis està fet amb una única textura, la S del seu cos, Gato va decidir col·locar un os en el nas ja que, a causa de la seva gran grandària, provocava que no se li veiés la cara i havia de pujar els ulls perquè fos possible. La seva columna vertebral la formen només tres osos, el mateixos que a cadascun dels dits de les mans. Per a la cara va preparar 16 gestos diferents, que van ser els que va utilitzar per a tot el curtmetratge.
L'enemic del superheroi en aquest curtmetratge és un robot que comença sent una petita pilota per a després començar a transformar-se ampliant considerablement la seva grandària. El personatge el va crear Gato intentant crear alguna cosa per a augmentar la complexitat de la història.

## Producció
A Enrique Gato se li va ocórrer un dia modelar a Super Llopis per a realitzar una seqüència animades d'uns segons de durada, encara que ja havia intentat participar en una adaptació de la historieta de Jan com a animador. A partir de la creació del robot de butxaca, Gato va començar a treballar en el curtmetratge més seriosament. A l'hora de redactar el guió va pensar a realitzar alguna cosa que no fos molt elaborada i que agradés a l'afeccionat del còmic i va estructurar les seves idees en quatre parts: presentació del personatge, de l'enemic, enfrontament entre tots dos i final. Després de finalitzar-ho va decidir realitzar un cinquena part com a presentació on apareix un àlbum obrint-se en una habitació, perquè l'espectador cregués que es tractava d'una història similar a l'obra de Jan.
El director va dedicar molt poc temps dels escenaris, on només realitza els que apareixeran en major nombre de plans. Els objectes tenen una base que genera tonalitats per ella mateixa de manera subtil perquè perdi unformitat. Gato va marcar els contorns d'aquells que tinguessin cantonades per a donar-li un ambient similar al del còmic. Per a això va sumar una gamma de grisos a la base ja creada per a emfatitzar l'objecte. L'animació de la capa del superheroi es va haver de fer de manera manual, la qual cosa va fer que es trigués més, però controlava així més els moviments d'aquesta. Per a il·luminar l'escenari li va donar moltes fonts de llum amb molt poca intensitat i una última amb molta.
Una de les parts en les quals més va gaudir l'autor va ser en la realització de l'àlbum. Per a la portada va pensar primer a utilitzar imatges de la historieta original, però després va decidir posar només del curtmetratge. Més tard va fer la del títol i les dues que representen la història en si, on de va tractar ser fidel a l'obra de Jan. Per a la imatge de la contraportada va utilitzar una imatge real de la historieta i per a l'última pàgina va pensar a fer-la relacionada amb el disseny gràfic, per la qual cosa la va dibuixar treballant amb l'ordinador i dissenyant-se a ell mateix.
La postproducció la va fer de tal forma que si havia de modificar alguna cosa fos el fotograma al complet, per la qual cosa va optar per realitzar una simple correcció del color. Per als efectes de so Gato va trigar més de l'esperat en considerar que sense aquest no hauria cobrat vida. Per a triar la banda sonora va escoltar més de cent temes i va optar per triar els de Formiguez, de la mateixa manera que va usar com a obertura la sintonia de South Park i en la conclusió la de Superman.